# سانت ألبانز سيتي
سانت ألبانز سيتي (بالإنجليزية: .St Albans City F.C)‏ نادٍ لكرة القدم مقره في سانت ألبانز، هيرتفوردشاير، بإنجلترا.